# Dioscorea
Genre
Classification APG III (2009)

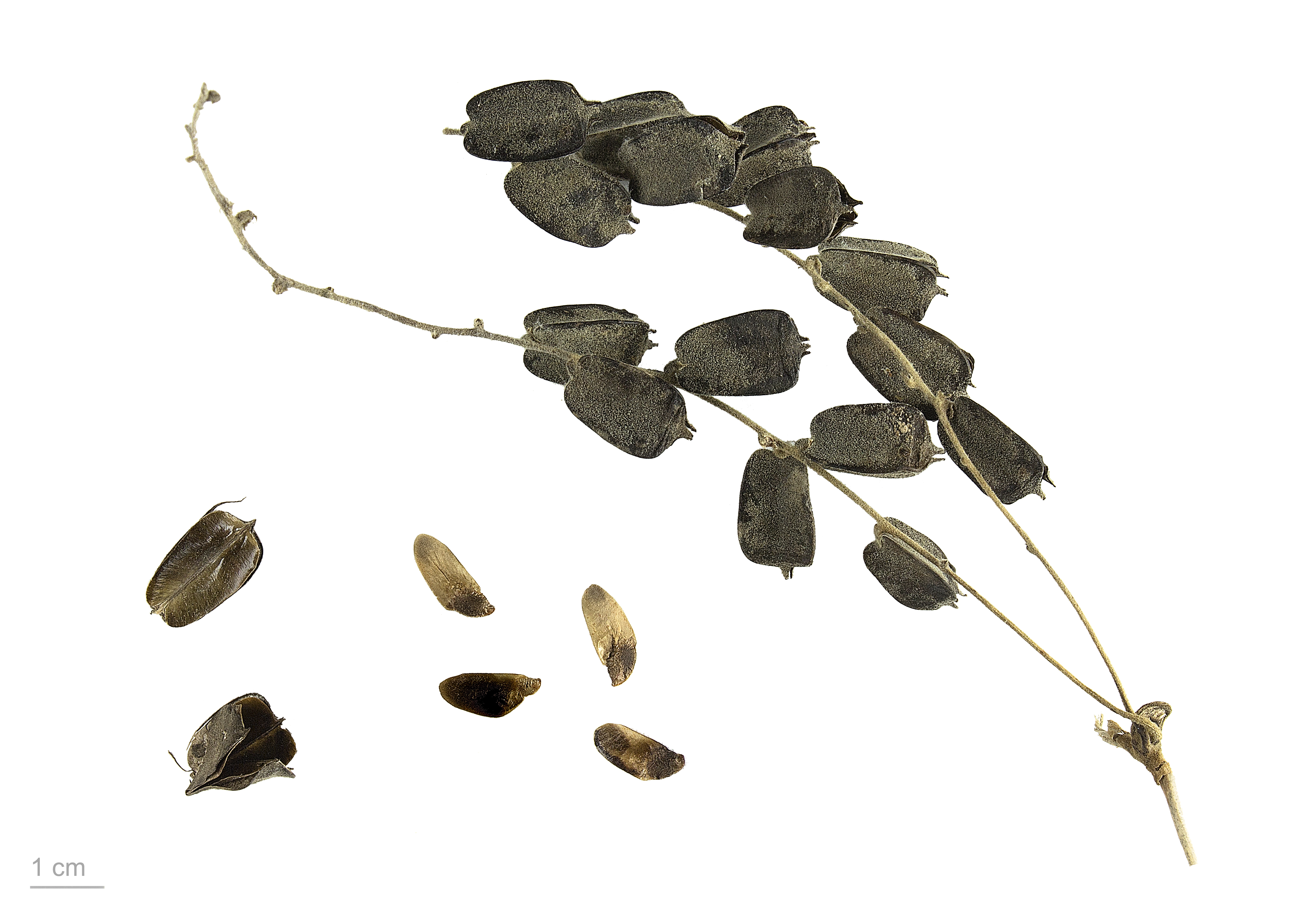
Dioscorea tomentosa - Muséum de Toulouse.

Dioscorea est un genre de plantes de la famille des Dioscoreaceae. Il contient plusieurs centaines d'espèces valides. Le genre Dioscorea fut nommé par Charles Plumier pour honorer la mémoire de Dioscoride.
De nombreuses espèces à tubercule comestible sont appelées « igname ». D'autres espèces ont un tubercule toxique ou simplement impropre à la consommation, même cuit, et ne sont pas nommées ainsi. C'est le cas du tamier (Dioscorea communis) dont les jeunes pousses sont consommées mais dont le tubercule est toxique.

## Liste d'espèces
- Dioscorea abyssinica Hochst. ex Kunth
- Dioscorea alata L. - igname Saint-Martin, igname ailée ou grande igname
- Dioscorea amaranthoides C.Presl
- Dioscorea aristolochiifolia Poepp.
- Dioscorea auriculata Poepp.
- Dioscorea balcanica Kosanin
- Dioscorea bartlettii C.V.Morton
- Dioscorea biloba (Phil.) Caddick & Wilkin
- Dioscorea bulbifera L. - hoffe, igname bulbifère, pomme en l'air ou masako
- Dioscorea campestris Griseb.
- Dioscorea caucasica Lipsky
- Dioscorea cayenensis Lam. - igname de Guinée jaune
- Dioscorea collettii Hook.f.
- Dioscorea communis (L.) Caddick & Wilkin - Tamier, herbe aux femmes battues
- Dioscorea composita Hemsl.
- Dioscorea convolvulacea Schltdl. & Cham. - igname rampant
- Dioscorea cotinifolia Kunth
- Dioscorea cyanisticta Donn.Sm.
- Dioscorea deltoidea Wall. ex Griseb.
- Dioscorea demourae R.Knuth
- Dioscorea densiflora Hemsl.
- Dioscorea divaricata Blanco
- Dioscorea dodecaneura Vell.
- Dioscorea dregeana (Kunth) T.Durand & Schinz
- Dioscorea dumetorum (Kunth) Pax - igname amère ou sauvage
- Dioscorea elephantipes (L'Hér.) Engl.
- Dioscorea esculenta (Lour.) Burkill - igname des blancs ou petite igname
- Dioscorea floribunda M.Martens & Galeotti
- Dioscorea floridana Bartlett
- Dioscorea futschauensis Uline ex R.Knuth
- Dioscorea galeottiana Kunth
- Dioscorea glandulosa (Griseb.) Klotzsch ex Kunth
- Dioscorea glomerulata Hauman
- Dioscorea grisebachii Kunth
- Dioscorea hassleriana Chodat
- Dioscorea hemicrypta Burkill
- Dioscorea hispida Dennst. - igname épineuse amère
- Dioscorea hondurensis R.Knuth
- Dioscorea humifusa Poepp.
- Dioscorea humilis Bertero ex Colla
- Dioscorea japonica Thunb. - igname du Japon
- Dioscorea juxtlahuacensis
- Dioscorea laxiflora Mart. ex Griseb.
- Dioscorea mayottensis Wilkin
- Dioscorea mexicana Scheidw.
- Dioscorea monadelpha (Kunth) Griseb.
- Dioscorea multiflora Mart. ex Griseb.
- Dioscorea multispicata R.Knuth
- Dioscorea nelsonii Uline ex R.Knuth
- Dioscorea nipponica Makino
- Dioscorea nummularia Lam. - igname aplatie
- Dioscorea olfersiana Klotzsch ex Griseb.
- Dioscorea oppositifolia L. - igname khmer
- Dioscorea ovata Vell.
- Dioscorea pallens Schltdl.
- Dioscorea pentaphylla L. - igname rouge
- Dioscorea persimilis Prain & Burkill
- Dioscorea pilcomayensis Hauman
- Dioscorea piperifolia Humb. & Bonpl. ex Willd.
- Dioscorea polygonoides Humb. & Bonpl. ex Willd.
- Dioscorea polystachya Turcz. - igname de Chine (syn. Dioscorea batatas Decne.)
- Dioscorea praehensilis Benth.
- Dioscorea preussii Pax
- Dioscorea pyrenaica Bubani & Bordère ex Gren.
- Dioscorea quinqueloba Thunb.
- Dioscorea remota C.V.Morton
- Dioscorea remotiflora Kunth
- Dioscorea retusa Mast.
- Dioscorea rotundata Poir. - igname de Guinée blanche
- Dioscorea sagittata Poir.
- Dioscorea sansibarensis Pax
- Dioscorea saxatilis Poepp.
- Dioscorea sellowiana Uline ex R.Knuth
- Dioscorea septemloba Thunb.
- Dioscorea simulans Prain & Burkill
- Dioscorea sinuata Vell.
- Dioscorea spiculiflora Hemsl.
- Dioscorea subhastata Vell.
- Dioscorea subtomentosa Miranda
- Dioscorea sylvatica Eckl.
- Dioscorea tenuipes Franch. & Sav.
- Dioscorea tokoro Makino
- Dioscorea transversa R.Br.
- Dioscorea trifida L.f. - igname couche-couche
- Dioscorea valdiviensis R.Knuth
- Dioscorea villosa L.